# Sunshine Superman (album)
| Recensione                        | Giudizio      |
| --------------------------------- | ------------- |
| AllMusic                          | [ 1 ]         |
| The New Rolling Stone Album Guide | [ 2 ]         |
| Sputnikmusic                      | 5.0 (Classic) |
| Piero Scaruffi                    | [ 4 ]         |

Sunshine Superman è il terzo album discografico del cantautore scozzese Donovan, pubblicato dall'etichetta discografica Epic Records (per il mercato nordamericano, Pye Records per il mercato britannico, pubblicato nel 1967) nell'agosto 1966.

## Il disco
Sebbene il materiale incluso su disco incorpori ancora elementi  di folk music, l'album segna un cambiamento stilistico evidente nella musica di Donovan, includendo alcuni dei primi esempi di musica psichedelica. Donovan è accompagnato sul disco da una rock band in molte delle tracce, e la gamma degli strumenti impiegati si è ampliata, essendo uno dei primi dischi di musica pop a contenere l'utilizzo del sitar indiano e di altri strumenti particolari. Il cambiamento fu in parte dovuto all'inizio della collaborazione di Donovan con il produttore discografico Mickie Most, la cui sensibilità pop aveva portato molti artisti dell'epoca in classifica.
I testi di Donovan aumentano di efficacia nel descrivere la "Swinging London" e danno all'ascoltatore la possibilità di dare uno sguardo all'interno della scena pop di metà anni sessanta. All'epoca egli era intimo dei Beatles e di Brian Jones, e la sua popolarità come "nuovo Dylan" crebbe anche oltre i ristretti confini dell'emulazione grazie al successo negli Stati Uniti del singolo Sunshine Superman, che lì raggiunse il primo posto in classifica. The Trip e The Fat Angel (scritta per Mama Cass) ebbero anch'esse successo ed elevarono Donovan allo status di superstar.
In opposizione a questa modernità, rimane comunque presente nell'album la fascinazione di Donovan per l'epoca medievale in canzoni quali Legend of a Girl Child Linda (composta per la ragazza di Brian Jones, Linda Lawrence) e Guinevere.
Varie altre canzoni furono provate per Sunshine Superman, ma non finirono nella versione definitiva dell'album. Queste includono: Museum (poi inclusa in Mellow Yellow), Superlungs My Supergirl (pubblicata in Barabajagal) e Breezes of Patchulie (originariamente intitolata Darkness of My Night).

## Tracce
Tutti i brani sono stati scritti e composti da Donovan.
Lato A
1. Sunshine Superman – 3:05
2. Legend of a Girl Child Linda – 6:36
3. Three King Fishers – 3:07
4. Ferris Wheel – 4:03
5. Bert's Blues – 3:46

Durata totale: 20:37
Lato B
1. Season of the Witch – 4:46
2. The Trip – 4:26
3. Guinevere – 3:33
4. The Fat Angel – 4:01
5. Celeste – 4:00

Durata totale: 20:46
Edizione CD del 2005, pubblicato dalla EMI Records (7243 8 73566 2 7)
Tutti i brani sono stati scritti e composti da Donovan.
1. Sunshine Superman – 3:14
2. Legend of a Girl Child Linda – 6:51
3. Three Kingfishers – 3:15
4. Ferries Wheel – 4:12
5. Bert's Blues – 3:57
6. Season of the Witch – 4:56
7. The Trip – 4:34
8. Guinevere – 3:39
9. The Fat Angel – 4:10
10. Celeste – 4:08
11. Breezes of Patchulie – 4:33 – Bonus Track
12. Museum – 2:50 – Bonus Track - First Version
13. Superlungs – 3:16 – Bonus Track - First Version
14. The Land of Doesn't Have to Be – 2:40 – Bonus Track - Previously Unreleased
15. Sunshine Superman – 4:41 – Bonus Track - Stereo Version
16. Good Trip – 1:34 – Bonus Track - Demo - Previously Unreleased
17. House of Jansch – 2:46 – Bonus Track - Demo - Previously Unreleased

Durata totale: 65:16

## Formazione
- Donovan - voce, chitarra acustica, chitarra elettrica (brano: Season of the Witch)
- Jimmy Page - chitarra elettrica (brano: Sunshine Superman)
- Eric Ford - chitarra elettrica (brani: Sunshine Superman e Museum)
- Don Brown - chitarra elettrica (brani: Season of the Witch, The Trip e Superlungs)
- Bobby Ray - basso (brani: Ferris Wheel, Season of the Witch, The Trip, The Fat Angel, Celeste, Breezes of Patchulie e Superlungs)
- Spike Heatley - basso (brano:Sunshine Superman)
- John Paul Jones - basso (brano: Sunshine Superman)
- Eddie Hoh - batteria (brani: Season of the Witch, The Trip, Celeste, Breezes of Patchulie e Superlungs)
- Bobby Orr - batteria (brani: Sunshine Superman e Museum)
- John Carr - bonghi (brani: Three Kingfishers, Ferries Wheel, Guinevere e The Fat Angel)
- Tony Carr - percussioni (brani: Sunshine Superman e Museum)
- Shawn Phillips - sitar (brani: Three Kingfishers, Ferries Wheel, Guinevere, The Fat Angel, Celeste e Breezes of Patchulie)
- John Cameron - clavicembalo (brani: Sunshine Superman, Legend of a Girl Child Linda e Bert's Blues)
- Lenny Maitlin - organo (brani: Season of the Witch, Celeste, Breezes of Patchulie e Superlungs)
- Cyrus Faryar - violino, bouzouki (brani: Celeste e Breezes of Patchulie)
- Peter Pilafian - violino elettrico (brani: Three Kingfishers, The Trip, Guinevere, Celeste, e Breezes of Patchulie)
- Harold McNair - flauto (brano: Museum)[7]